# 亚速海区舰队
亚速海区舰队是苏联/俄罗斯海军的一支区舰队。历史上多次组建。

## 1770年-1774年
前身是1768建立的顿河小舰队。1771年初拥有帆桨平底战船10艘、武装平底船5艘、炮舰2艘、小型桨船100余艘。

## 1920年3月—1921年4月
1920年5月编入里海－亚速海军。1920年秋拥有炮舰9艘、浮动炮台4艘、驱潜艇22艘、布雷舰3艘、护卫艇6艘、船25艘、飞机18架。

## 1941年7月—1942年10月
组建时拥有炮舰3艘、护卫舰5艘、扫雷艇7艘、飞机9架。

## 1943年2月3日-1944年4月
1943年4月拥有护卫艇3艘、装甲艇12艘、鱼雷艇2艘、半滑艇22艘、扫雷艇7艘。
1943年中有装甲艇49艘，猎潜艇22艘，炮艇2艘，火箭炮艇3艘，鱼雷艇12艘，炮舰10艘，浅水重炮舰1艘，浮动炮台1艘，护卫艇、扫雷艇、登陆艇等100多艘。
参加新罗西斯克—塔曼战役、刻赤—埃利季根登陆战役。
1944年4月改编为多瑙河区舰队。